# 叙永厅
叙永厅，明朝时设置的厅。
天啟三年（1623年），廢永寧宣撫司，設敘永同知，隸四川敘州府。崇禎三年（1630年），置敘永善後廳，仍隸敘州府。八年，改為敘永軍糧廳。清順治十六年（1659年），立總兵鎮守。康熙元年（1662年），設分巡永寧道，駐敘永。永寧衛改隸貴州威寧府。六年，改敘永軍糧廳為敘永管糧廳，裁分巡永寧道。二十六年，改永寧衛、普市所為永宁县，仍隸貴州威寧府，並將赤水衛併入貴州畢節縣。雍正五年（1727年），永寧縣改隸四川敘州府。八年（1730年），升敘永管糧廳為敘永直隸廳，轄永寧縣，隸四川省。